# Stenungsund (Gemeinde)
Koordinaten: 58° 5′ N, 11° 49′ O

Stenungsund ist eine Gemeinde (schwedisch kommun) in der schwedischen Provinz Västra Götalands län und der historischen Provinz Bohuslän. Der Hauptort der Gemeinde ist Stenungsund.

## Größere Orte
| - Hallerna - Jörlanda - Ödsmål - Starrkärr och Näs - Stenungsund - Stenungsön | - Stora Höga - Strandnorum - Svartehallen - Svenshögen - Ucklum |  |

## Partnerstädte
Stenungsund listet drei Gemeindepartnerschaften auf:
| Stadt         | Land     | Typ                   | seit |
| ------------- | -------- | --------------------- | ---- |
| Frederiksværk | Dänemark | Vänort                | 2012 |
| Huittinen     | Finnland | Vänort                | 2002 |
| Odda          | Norwegen | Vänort                | 2002 |
| Walvis Bay    | Namibia  | Kommunalt partnerskap | 2009 |